# Enes Uslu
Enes Vahit Uslu (ur. 1996) – turecki zapaśnik walczący przeważnie w stylu wolnym. 
Brązowy medalista MŚ wojskowych w 2023. Trzeci na MŚ U-23 w 2018. Drugi na ME U-23 w 2018. Mistrz świata juniorów w 2016. Wygrał ME juniorów w 2015 i drugi w 2016. Trzeci na ME kadetów w 2015 roku.